# Bynack More
Bynack More (gael. A' Bheithneag Mhòr lub Beinn Bheithneag) – szczyt w paśmie Cairngorm, w Grampianach Wschodnich. Leży w Szkocji, w regionie Highland. 